# Gloria Conyers Hewitt
Pour les articles homonymes, voir Hewitt.
Gloria Conyers Hewitt (née le 26 octobre 1935 à Sumter en Caroline du Sud) est une mathématicienne afro-américaine. Elle est la troisième femme afro-américaine à obtenir un doctorat en mathématiques. Ses principaux intérêts de recherche sont la théorie des groupes et l'algèbre générale.

## Enfance et éducation
Hewitt est née le 26 octobre 1935 à Sumter, en Caroline du Sud. Elle entre à l'université Fisk en 1952 et en sort diplômée de mathématiques en 1956. Le président du département, Lee Lorch, sous la direction duquel Hewitt a travaillé deux ans, a recommandé Hewitt auprès de deux écoles, à son insu. Par conséquent, dans son année senior, Hewitt a reçu une bourse de l'université de Washington, sans l'avoir demandée. Elle a reçu son Ph. D. en mathématiques en 1962, à l'université de Washington sous la direction de Richard Scott Pierce, avec une thèse intitulée Direct and Inverse Limits of Abstract Algebras.

## Carrière
En 1961, Hewitt rejoint le corps professoral de l'université du Montana. En 1966, elle y devient titulaire et promue professeure associée, puis en 1972, professeure. En 1995, elle est élue présidente du Département des sciences mathématiques, poste qu'elle occupe jusqu'à sa retraite en juin 1999.
Professeure à l'université du Montana, elle participe à plusieurs autres organisations. Elle siège au conseil exécutif de la société honorifique mathématique, Pi Mu Epsilon (en). Elle est présidente de la commission qui formule les questions de la section de mathématiques de l'épreuve Graduate Record Examination. Hewitt est également professeure consultante pour l'examen Advanced Placement en calcul. En 1995, elle reçoit un certificat d'appréciation ETS, après douze années de service.
Elle est connue pour de nombreuses travaux mathématiques, mais avant tout, pour être l'une des trois premières femmes noires à obtenir un prix mathématique. 
Les travaux de Hewitt se concentrent sur deux domaines mathématiques : l'algèbre abstraite et la théorie des groupes. Elle a publié huit articles de recherche et donné vingt-et-une conférences.
On pourrait s'attendre à ce que Hewitt ait dû faire face à de nombreux  obstacles d'origine raciale ou sexiste ; cependant, dans un entretien personnel, elle a déclaré qu'elle n'avait pas senti qu'il y avait eu des incidences raciales dans sa carrière, qui aient eu un effet néfaste sur ses études. Elle a, cependant, écrit un article dans les Annals of the New York Academy of Science (en), intitulé « The Status of Women in Mathematics ».

## Prix et distinctions
Elle a reçu une prestigieuse bourse d'études de la Faculté de sciences postdoctorales de la National Science Foundation. Elle a été élue au conseil des gouverneurs de la Mathematical Association of America.

## Sélection de publications
- avec Francis T. Hannick, Characterizations of generalized Noetherian rings," Acta Math. Hungar. 53 (1989), 61–73. 16A90 (16A33, 16A52)
- A one model approach to group theory," Report, University of Montana. (1978)
- Emmy Noether’s notions of finiteness conditions—revisited, Report, University of Montana. (1979)
- Limits in certain classes of abstract algebras, Pacific J. Math. 22 (1967), 109–115. 08.10
- On ℵ-noetherian conditions, Notices of the American Mathematical Society. 26 (1979): A-55.
- The existence of free unions in classes of abstract algebras, Proc. Amer. Math. Soc. 14 (1963), 417–422. 08.30
- The status of women in mathematics, Annals of the New York Academy of Science. 323 (1979)
- Women in mathematics, Monthly, MAA, Novembre (1971)